# ثيورانا
بلدية ثيورانا (بالإسبانية: Ciurana) هي بلدية تقع في مقاطعة جرندة التابعة لمنطقة كتالونيا شمال شرق إسبانيا.

## الديموغرافيا
بلغ عدد سكان بلدية ثيورانا 181 نسمة عام 2011 (وفقاً للمعهد الوطني الإسباني للإحصاء).
| 153 | 155 | 190 | 175 | 205 | 206 | 181 |